# Maunuberg
De Maunuberg, Zweeds - Fins: Maunuvaara, is een heuvel in het noorden van Zweden. De berg ligt in de gemeente Pajala op minder dan drie kilometer ten zuiden van de grens met Finland enkele kilometers van de berg Narkaustunturi midden in een drasland.
De heuvel heeft niets met het meest noordelijke dorp van Zweden Maunu te maken. Dat ligt er ongeveer 150 km vandaan.